# San Luis Obispo County
San Luis Obispo County, officieel County of San Luis Obispo en in de volksmond vaak SLO County genoemd, is een van de 58 county's in de Amerikaanse staat Californië. San Luis Obispo County ligt aan de Stille Oceaan in de bergachtige en relatief dunbevolkte regio Central Coast. In 2010 telde de county 269.637 inwoners, verspreid over tientallen dorpen en stadjes, waarvan San Luis Obispo – de hoofdplaats met 45.119 inwoners – de grootste is. De economie is voornamelijk op diensten gericht. De regio leeft van toerisme en landbouw; San Luis Obispo is een grote wijnproducent.

## Geografie
De county heeft een totale oppervlakte van 9364 km² (3616 mijl²) waarvan 8558 km² (3304 mijl²) land is en 806 km² (311 mijl²) of 8.61% water is.

### Aangrenzende county's
- Santa Barbara County - zuiden
- Kern County - oosten
- Kings County - noordoost
- Monterey County - noorden

### Steden en dorpen
- Avila Beach
- Arroyo Grande
- Atascadero
- Baywood-Los Osos
- California Valley
- Cambria
- Cayucos
- Grover Beach
- Halcyon
- Harmony
- Lake Nacimiento
- Morro Bay
- Nipomo
- Oceano
- Paso Robles
- Pismo Beach
- San Luis Obispo
- San Miguel
- San Simeon
- Santa Margarita
- Shandon
- Shell Beach
- Templeton

## Bezienswaardigheden
In San Simeon is het landhuis Hearst Castle te vinden. In diezelfde plaats is het bezoekerscentrum van het Monterey Bay National Marine Sanctuary. De bekende Madonna Inn ligt aan de U.S. Route 101 in de hoofdplaats San Luis Obispo.

## Kerncentrale Diablo Canyon

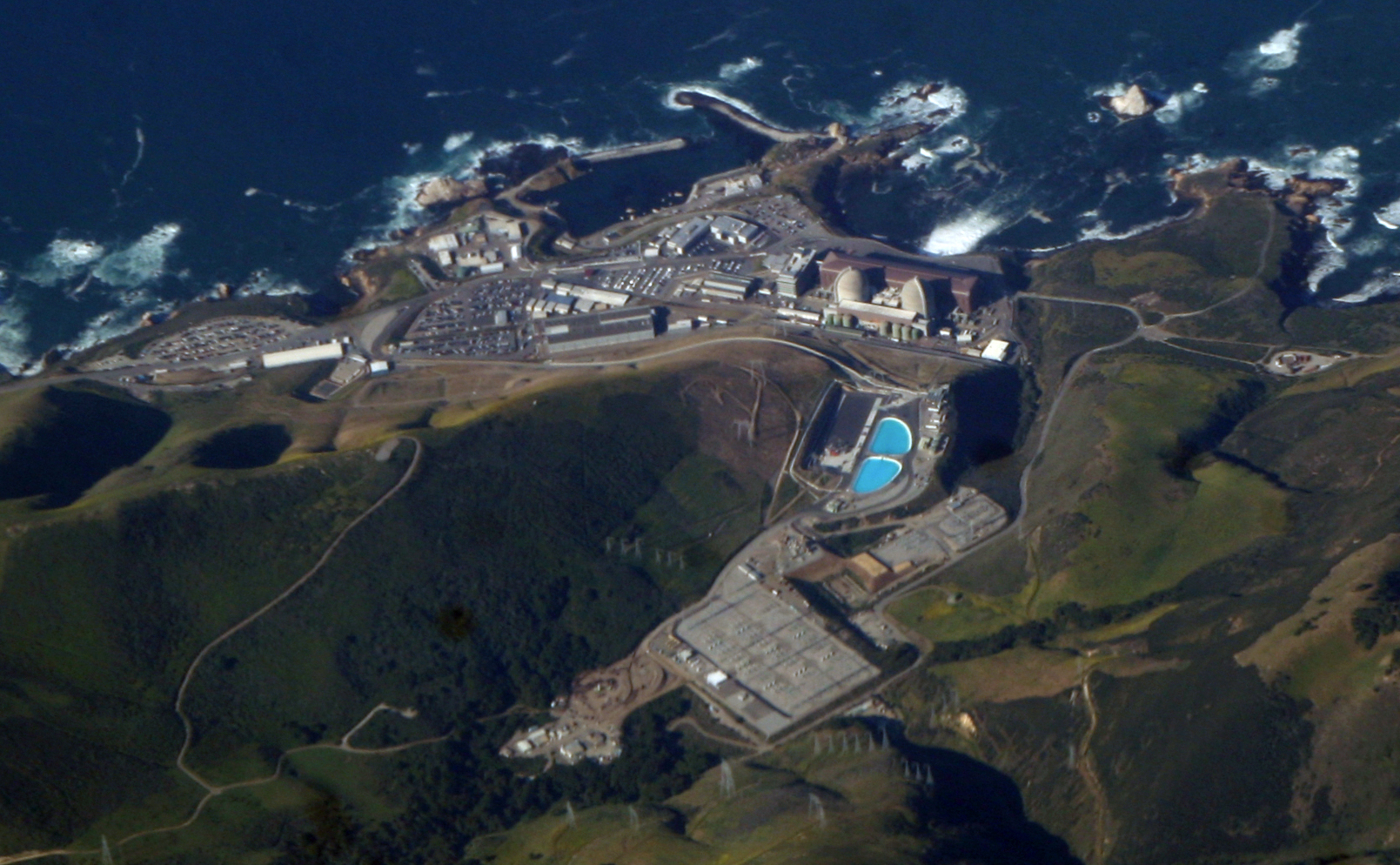
kerncentrale Diablo Canyon

In de county staat de kerncentrale Diablo Canyon van Pacific Gas and Electric Company (PG&E). De centrale heeft twee reactoren met een opgesteld vermogen van 2200 MW in totaal. De centrale levert zo’n 18.000 GWu per jaar en dit is gelijk aan 9% van alle geproduceerde elektriciteit in de Amerikaanse staat. In 1968 werd met de bouw gestart, maar in 1973 werd dichtbij een breuk ontdekt waardoor de kans op een aardbeving werd verhoogd. De bouwplannen werden aangepast met vertraging tot gevolg. De eerste reactor werd in 1985 opgestart en de tweede volgde een jaar later. In 2016 maakte de eigenaar bekend de centrale in 2025 te willen sluiten.